# علقة يابانية
علقة يابانية (الاسم العلمي: Hirudo nipponia) هي نوع من الحيوانات يتبع جنس العلقة من الفصيلة العلقية.